# Noise Records
Noise Records – niemiecka wytwórnia płytowa, założona w 1983 roku przez Karla-Ulricha Walterbacha, specjalizująca się w szeroko rozumianej muzyce heavymetalowej. W 2007 roku zakończyła działalność. Od 2016 roku albumy z katalogu Noise Records wydaje BMG Rights Management.

## Historia
W 1983 roku Karl-Ulrich Walterbach założył wytwórnię Noise Records w celu spopularyzowania dokonań europejskich zespołów heavymetalowych. W latach 80. i 90. wydawnictwo specjalizowało się w takich podgatunkach jak: thrash, speed i power metal. Wśród kluczowych wykonawców znaleźli się: Grave Digger, Hellhammer (z którego powstał później Celtic Frost), Kreator, Running Wild, Gamma Ray, Tankard. Światowym sukcesem okazały się dwa albumy Helloween, Keeper of the Seven Keys Part 1 i Keeper of the Seven Keys Part 2, wydane pod koniec lat 80.. Zostały sprzedane w liczbie miliona egzemplarzy na całym świecie, otrzymując status Złotej Płyty w Japonii i Niemczech. Były to znaczące liczby jak na niezależną wytwórnię.
W 2001 roku Walterbach sprzedał Noise Records brytyjskiej firmie Sanctuary Records Group Ltd., która z kolei po bankructwie została sprzedana w 2007 roku Universal Music Group. W 2013 roku BMG Rights Management GmbH nabył od Universal Music Group katalog Sanctuary Records, chcąc od 2016 roku ponownie wylansować etykietę Noise Records, choć ze zmienionym kodem. Początkiem kampanii wydawniczej była seria dwupłytowych CD typu „Best Of” takich wykonawców jak: Kreator, Kamelot, Running Wild, Tankard, Skyclad, Grave Digger, Helloween i Sinner, wznowione płyty LP, a następnie poszerzone płyty Celtic Frost, Helloween i Voivod.

### T&T Records
W latach 1993–2007 działała filia Noise Records, T&T Records, założona w celu promowania melodyjnej odmiany muzyki heavymetalowej. Wydawała ona albumy takich wykonawców jak: Dokken, Europe, Heavenly, Iron Fire, Stratovarius, Tesla i Virgin Steele.

## Artyści
- Abbatoir
- Agressor
- Bathory
- Joacim Cans
- Celtic Frost
- Conception
- Coroner
- DragonForce
- Gamma Ray
- The Gathering
- Grave Digger
- Hellhammer
- Helloween
- Helter Skelter
- Iron Savior
- Kamelot
- Kreator
- Lake of Tears
- Mezarkabul
- Messiah
- Rage
- Running Wild
- Sabbat
- Saint Vitus
- Seven Witches
- Sinner
- Skyclad
- Tankard
- Turbo
- Voivod
- W.A.S.P.
- Watchtower